# أغنيس مورغان
أغنيس مورغان (بالإنجليزية: Agnes Morgan)‏ هي كاتِبة وكاتبة مسرحية وكاتبة أغاني ومخرجة ومخرجة وشاعرة وممثلة أمريكية، ولدت في 31 أكتوبر 1879 في لي روي في الولايات المتحدة، وتوفيت في 25 مايو 1976 في سان بيرناردينو في الولايات المتحدة.

## وصلات خارجية
- أغنيس مورغان على موقع قاعدة بيانات برودواي على الإنترنت (الإنجليزية)